# Thun-Saint-Amand
Thun-Saint-Amand ist eine französische Gemeinde im Département Nord in der Region Hauts-de-France. Sie gehört zum Kanton Saint-Amand-les-Eaux im Arrondissement Valenciennes.

## Geographie
Die Gemeinde Thun-Saint-Amand liegt im Regionalen Naturpark Scarpe-Schelde in der früheren Grafschaft Hennegau, 17 Kilometer nordnordwestlich von Valenciennes und vier Kilometer südlich der Grenze zu Belgien. Hier mündet der Courant de l’Hôpital unterhalb der Schiffsschleuse in die kanalisierte Scarpe. Thun-Saint-Amand grenzt im Norden an Mortagne-du-Nord, im Nordosten und Osten an Château-l’Abbaye, im Süden an Nivelle, im Südwesten an Lecelles und im Nordwesten an Maulde.

## Bevölkerungsentwicklung
| Jahr                       | 1962 | 1968 | 1975 | 1982 | 1990 | 1999 | 2010 | 2021 |
| Einwohner                  | 1246 | 1283 | 1206 | 1127 | 1066 | 1033 | 1136 | 1110 |
| Quellen: Cassini und INSEE |      |      |      |      |      |      |      |      |

## Sehenswürdigkeiten

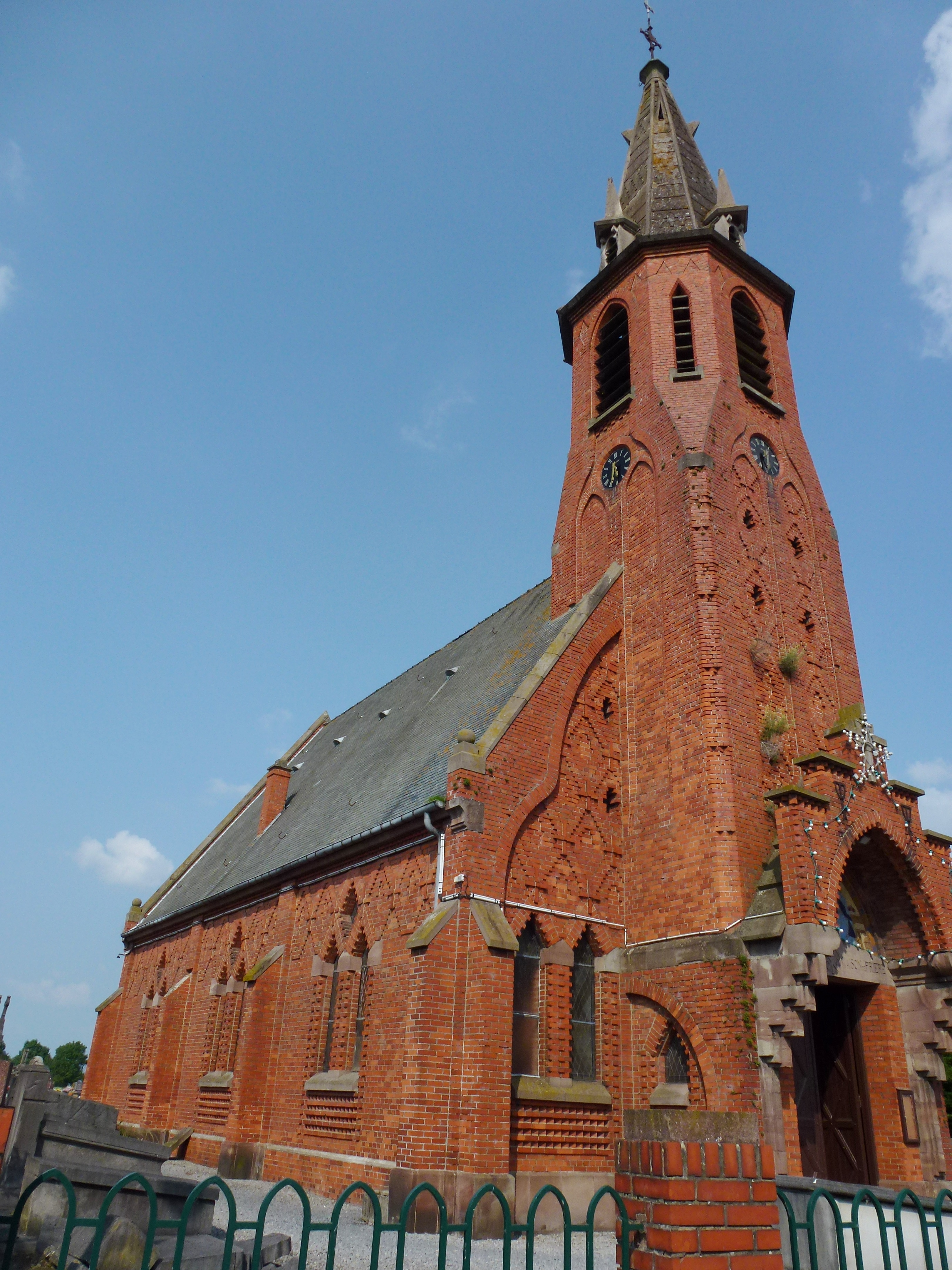
Kirche Saint-Éloi

- Kirche Saint-Éloi

## Persönlichkeiten
- Jean Stablinski (1932–2007), Radrennfahrer